# طلي

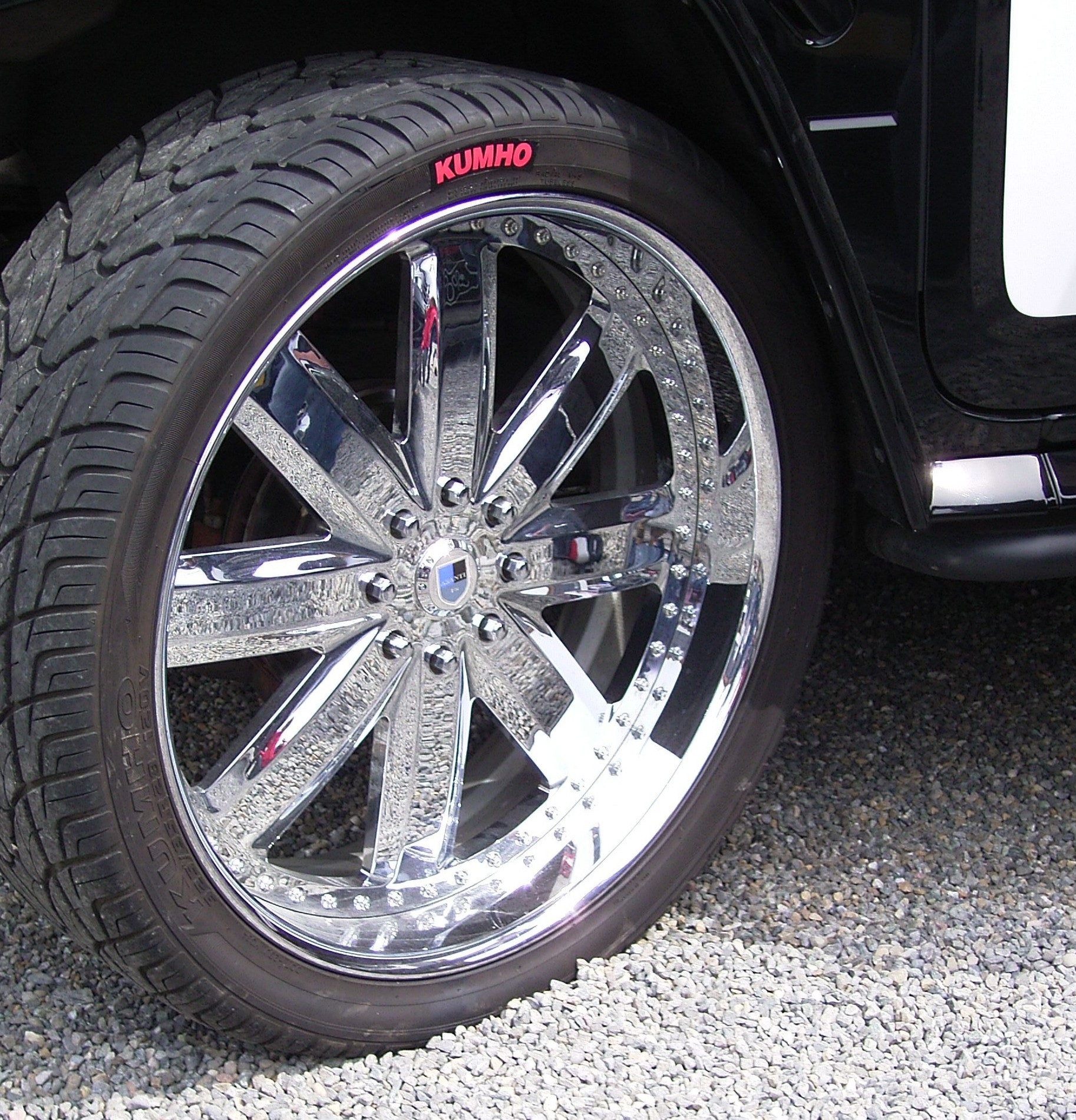
صورة توضح طلي جنط سيارة همر بمادة الكروم.

الطلي هو إجراء عملية تغطية بفلز وذلك لسطح غالباً ما يكون من فلز آخر، وذلك بغرض تزيين المنتوجات وحمايتها من الصدأ والتآكل.

## اقرأ أيضاً
- طلي كهربائي
- قصدرة
- طلي بالذهب